# キタ
座標: 北緯34度42分00秒 東経135度29分51秒 / 北緯34.7000度 東経135.4976度
キタは、大阪府大阪市北区の梅田を中心とした繁華街・歓楽街の総称（愛称）であり、とくに曾根崎、梅田新道を中心とする付近一帯の地を指す。

## 概要

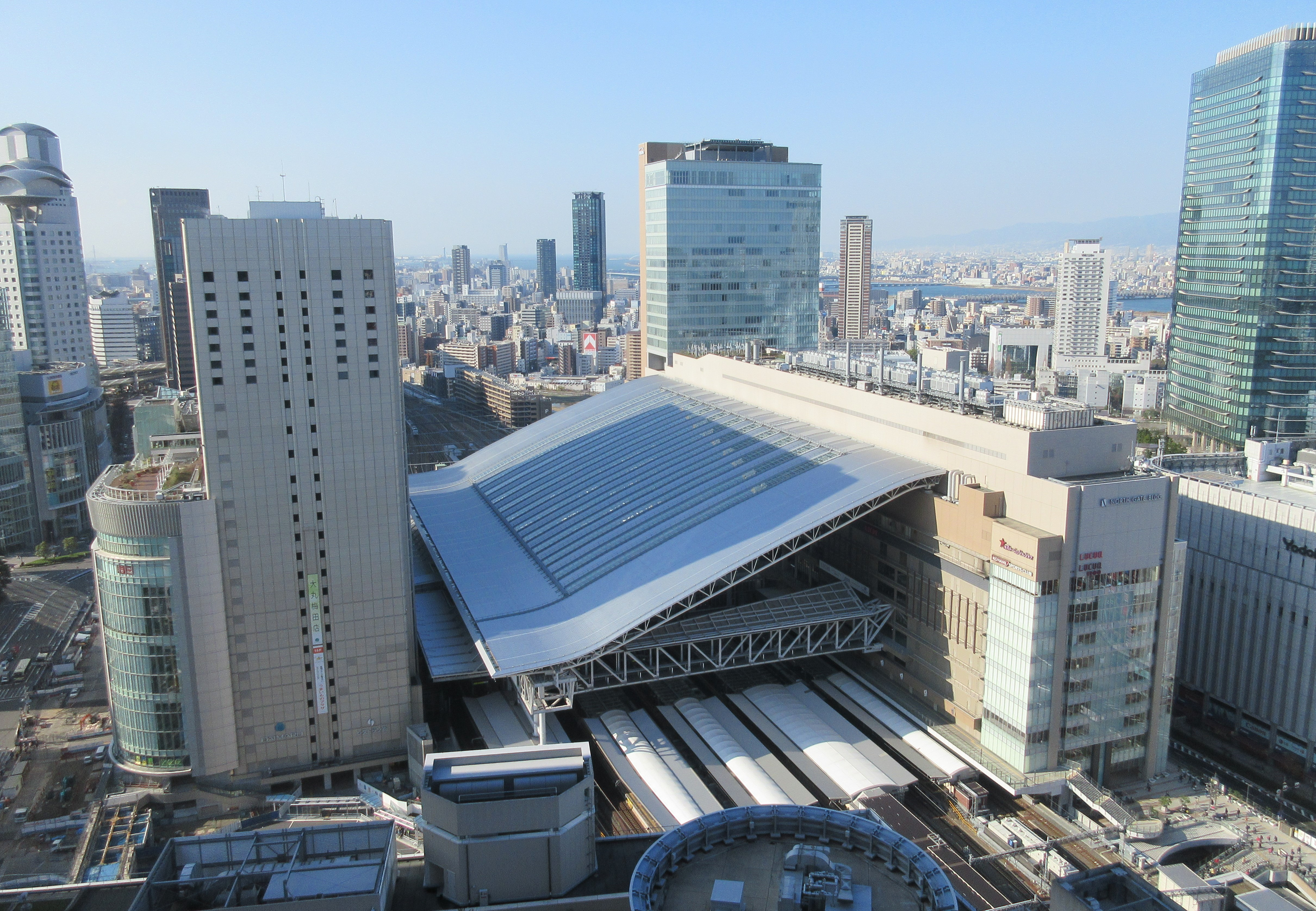
大阪ステーションシティ（大阪駅）

難波や心斎橋一帯を指すミナミと双璧を成す存在であり、大阪の二大繁華街として互いが対として用いられる。大阪駅・梅田駅は多数の鉄道路線が乗り入れる西日本一のターミナル駅であり、世界最大級の鉄道利用者を背景に多くの人々が行き交う。梅田周辺だけでなく、梅田の南側に位置する歓楽街の北新地を含む。北新地は高級クラブや高級バー、料亭などが立ち並ぶ高級飲食店街である。
広義では中之島、堂島、西天満などのオフィスエリアが含まれる場合もある。ミナミとともに大阪市の公文書でも用いられるが、これは地名や駅名ではなく、同市によると、繁華街としての大まかな場所を指す程度の意味であり、ミナミと同様に明確な範囲は定義されていない。また、ミナミと比較すると使用頻度は劣り、単に梅田や北新地と呼ばれることも多い。
ミナミが雑多で大衆的な街というイメージが定着しているのに対して、キタは梅田を中心に超高層ビルが立ち並ぶ洗練された都市空間が中核となっている。また、梅田は日本最大級の繁華街かつ大阪を代表するビジネス街の一つであり、ミナミの難波や心斎橋といった街に対して相対的にオフィス機能の集積が大きいことが特徴である。

## 発祥
1688年に拓かれて江戸時代前期に賑わった堂島新地の遊郭が始まり。
1730年に堂島に堂島米市場が開設されて発展すると、遊郭は曾根崎新地に移転し、繁盛した。これらの歓楽街が大坂城下の北の外れであったことから「北の遊里」「北の新地」などと呼ばれるようになった。
1874年、梅田に大阪駅が開業し、繁華街はさらに北へと拡大。繁華街が拡張した梅田一帯は「北陽」や「キタ」と呼ばれるようになった。大阪駅に隣接して阪神電鉄や阪急電鉄が梅田駅を設置し、阪急百貨店や阪神百貨店などのターミナルデパートを開業したことにより、梅田の拠点性が格段と高まった。2010年代以降は、大阪駅北側にあった梅田貨物駅跡地（うめきた）の再開発が進展し、街はさらに北側に拡大している。

## 地域
- 梅田
  - ダイヤモンド地区
  - 大阪ステーションシティ
  - うめきた（大深町）
  - 阪急村（芝田・角田町・茶屋町・鶴野町）
  - 東梅田（堂山町・小松原町・太融寺町・兎我野町）
  - 西梅田（オオサカガーデンシティ）
  - 曾根崎
- 堂島（堂島・堂島浜・ほたるまち）
- 北新地
- 中之島
- 西天満
- 中崎町（中崎・中崎西）
- 大淀

## 交通機関
- 大阪駅 - 東海道本線（JR京都線・JR神戸線）・大阪環状線・福知山線（JR宝塚線）・おおさか東線
- 大阪梅田駅（阪急） - 阪急京都本線・宝塚本線・神戸本線
- 大阪梅田駅（阪神） - 阪神本線
- 梅田駅 - Osaka Metro御堂筋線
- 東梅田駅 - Osaka Metro谷町線
- 西梅田駅 - Osaka Metro四つ橋線
- 北新地駅 - JR東西線